# Sundholm
Sundholm, i dag Aktivitetscentret Sundholm, er en stor institution på Amager i København. 
Oprindeligt er Sundholm opført som tvangsarbejdsanstalt til afløsning for Ladegården. Bygningerne, der ligger ved Sundholmsvej, Amager Fælledvej og Brigadevej, er opført 1905-1908 ved arkitekt Emil Jørgensen.
Først i 1960 blev betegnelsen ændret til forsorgshjem, men arbejdstvangen holdt først op i 1976.
I 2000 blev Sundholm ændret fra totalinstitution med madordning, sygeafdeling og herberg til herbergscenter, der rummer kortere botilbud og plejetilbud til hjemløse samt et plejekollektiv for alkoholdemente. 
I dag drives stedet af Socialforvaltningen i Københavns Kommune og er et tilbud til socialt udsatte borgere, som lever i hjemløshed, i afhængighed og/eller har psykiske problemer.
Anlægget var oprindeligt omgivet af en voldgrav.